# Héctor Arroyo
Héctor A. Arroyo Rodríguez (ur. 30 maja 1966 w Morovis) – portorykański bokser, uczestnik Igrzysk Olimpijskich w Seulu.

## Kariera amatorska
W 1987 Arroyo zdobył brązowy medal na Igrzyskach Panamerykańskich w Indianapolis. W półfinale w kategorii lekkiej pokonał go zdobywca złotego medalu, Kubańczyk Julio Gonzalez. Portorykańczyk dzięki zdobyciu brązowego medalu został zakwalifikowany na Igrzyska Olimpijskie w Seulu (1988). W pierwszej walce Portorykańczyk został wylosowany jako uczestnik, który bez walki przechodzi do następnej rundy. W drugim pojedynku, 1/16 finału rywalem Arroyo był reprezentant Turcji Kibar Tatar. Arroyo zwyciężył 5:0. W tej rundzie prawie wszystkie pojedynki w kategorii lekkiej zakończyły się najwyższymi zwycięstwami – 5:0. W 1/8 finału Arroyo przegrał 0:5 z reprezentantem Maroka – Kamalem Marjouanem.

## Kariera zawodowa
Jako zawodowiec Arroyo zadebiutował w 1990 r. Największym jego sukcesem było zdobycie pasa WBA Fedecentro w kategorii lekkiej. 1 listopada 1994 r. zwyciężył przyszłego, tymczasowego mistrza świata kategorii superpiórkowej Antonio Hernandeza. Podczas swojej kariery zawodowej walczył z takimi zawodnikami jak: Floyd Mayweather Jr., Vivian Harris, Diego Corrales oraz Lovemore N'Dou.